# Świnna (gemeente)
De gemeente Świnna is een landgemeente in het Poolse woiwodschap Silezië, in powiat Żywiecki.
De zetel van de gemeente is in Świnna.
Op 30 juni 2004 telde de gemeente 7858 inwoners.

## Oppervlakte gegevens
In 2002 bedroeg de totale oppervlakte van gemeente Świnna 39,4 km², waarvan:
- agrarisch gebied: 54%
- bossen: 38%

De gemeente beslaat 3,79% van de totale oppervlakte van de powiat.

## Administratieve plaatsen (sołectwo)
- Świnna
- Trzebinia
- Pewel Mała
- Pewel Ślemieńska
- Przyłęków
- Rychwałdek

## Demografie
Stand op 30 juni 2004:
| Omschrijving                   | Totaal | Totaal | Vrouwen | Vrouwen | Mannen | Mannen |
| ------------------------------ | ------ | ------ | ------- | ------- | ------ | ------ |
| eenheid                        | aantal | %      | aantal  | %       | aantal | %      |
| inwoners                       | 7858   | 100    | 4022    | 51,2    | 3836   | 48,8   |
| bevolkingsdichtheid (inw./km²) | 199,4  | 199,4  | 102,1   | 102,1   | 97,4   | 97,4   |

In 2002 bedroeg het gemiddelde inkomen per inwoner 1254,32 zł.

## Aangrenzende gemeenten
Gilowice, Jeleśnia, Radziechowy-Wieprz, Ślemień, Żywiec